# Turecká národní knihovna
Turecká národní knihovna (turecky: Millî Kütüphane) je národní knihovna Turecka, která se nachází hlavním městě Ankaře. Byla založena 15. dubna 1946, veřejnosti začala sloužit 16. srpna 1948. Byla založena ministerstvem školství, ale od roku 1950 je samostatnou právnickou osobou. Při svém založení měla 8000 tištěných děl, v současnosti schraňuje přes 3 miliony položek. Z toho je přes 1,3 milionu knih, 1,5 milionu periodik a 27 tisíc starých rukopisů (což je druhý největší počet v Turecku po Suljmanově knihovně v Istanbulu). V roce 1973 začala stavba nové budovy, dokončena byla 5. srpna 1983. Od té doby knihovna sídlí na předměstí Bahçelievler a disponuje 39 000 metry čtverečních. Je členem internetového projektu Europeana a Evropské knihovny.